# ديفيد س. جوردن
ديفيد س. جوردن (بالإنجليزية: David C. Jordan) هو دبلوماسي أمريكي، ولد في 1935 في شيكاغو في الولايات المتحدة.